# Zieleniec przy ulicy Przestrzennej we Wrocławiu

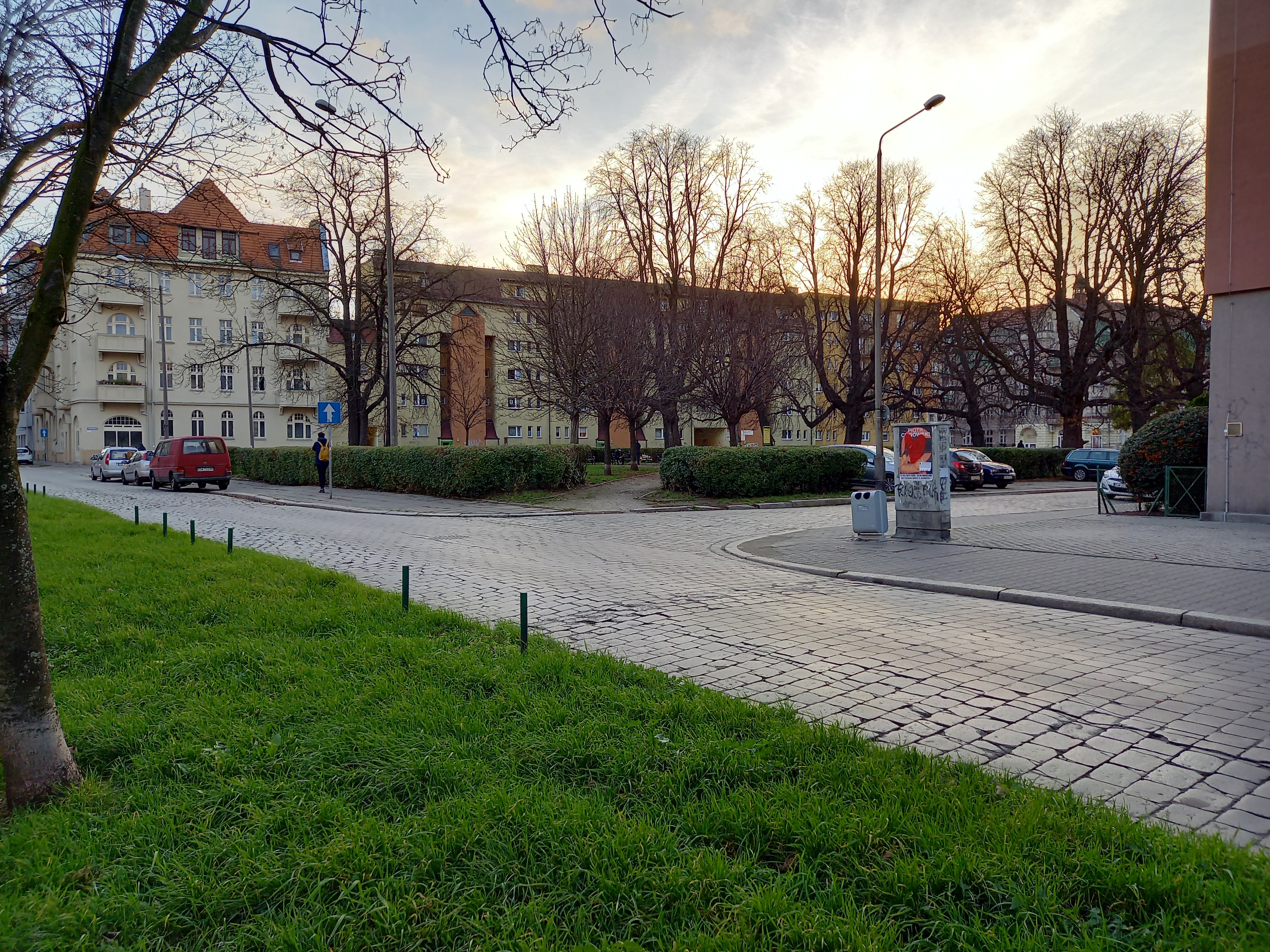
Od ul. Gajowej

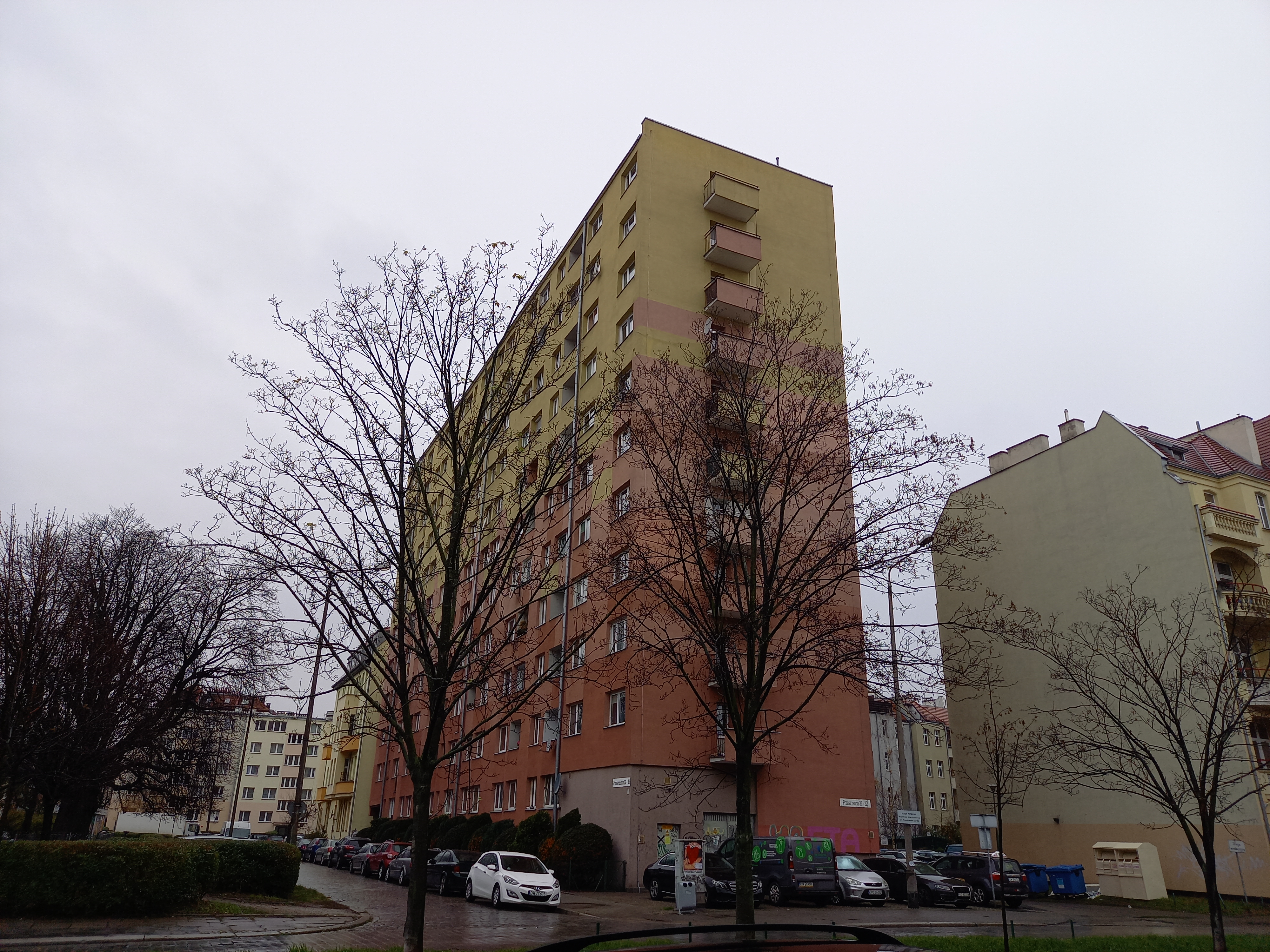
Blok ul. Przestrzenna 32, 34 i 36

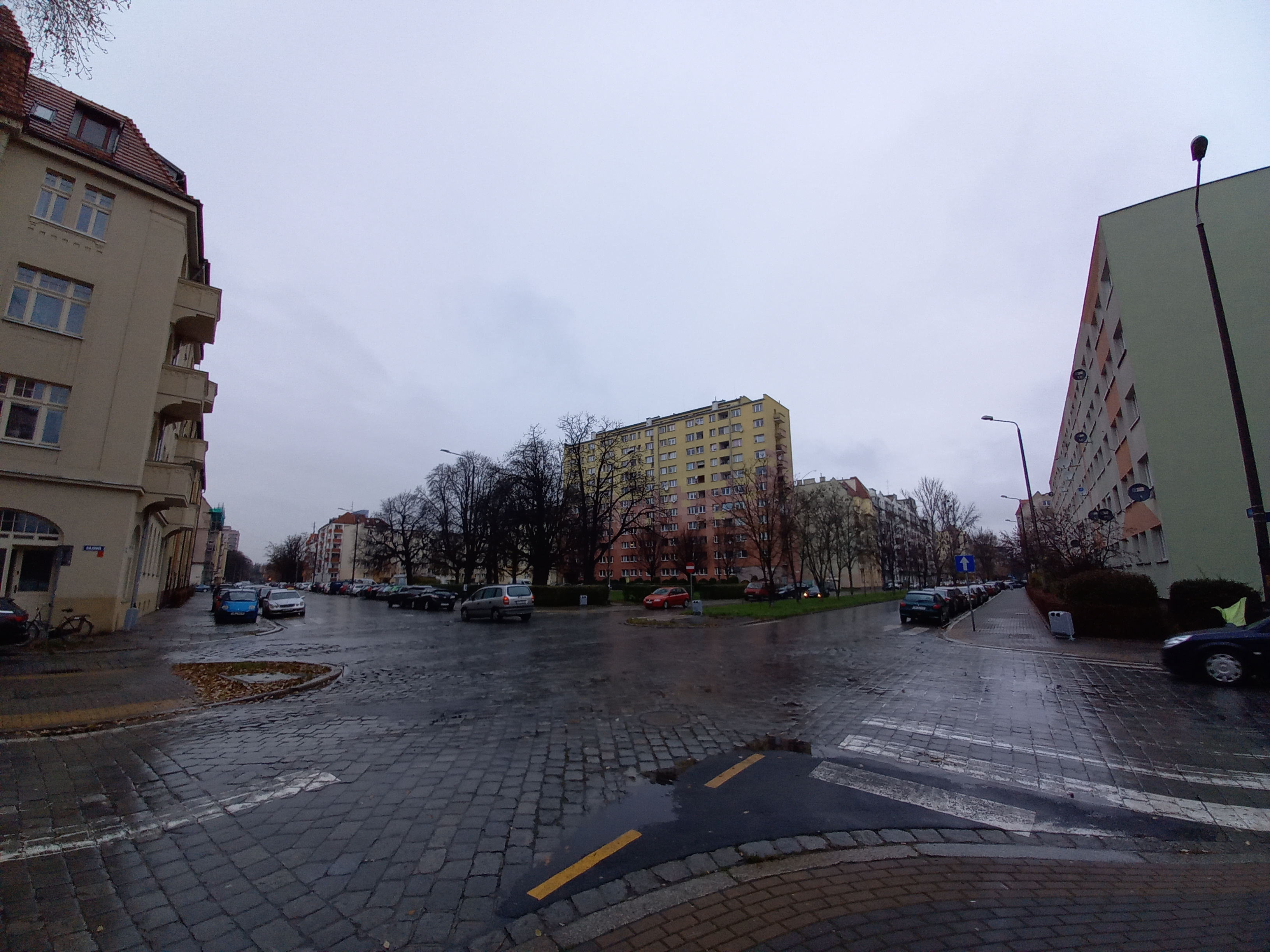
Skrzyżowanie ul. Przestrzennej i Gajowej

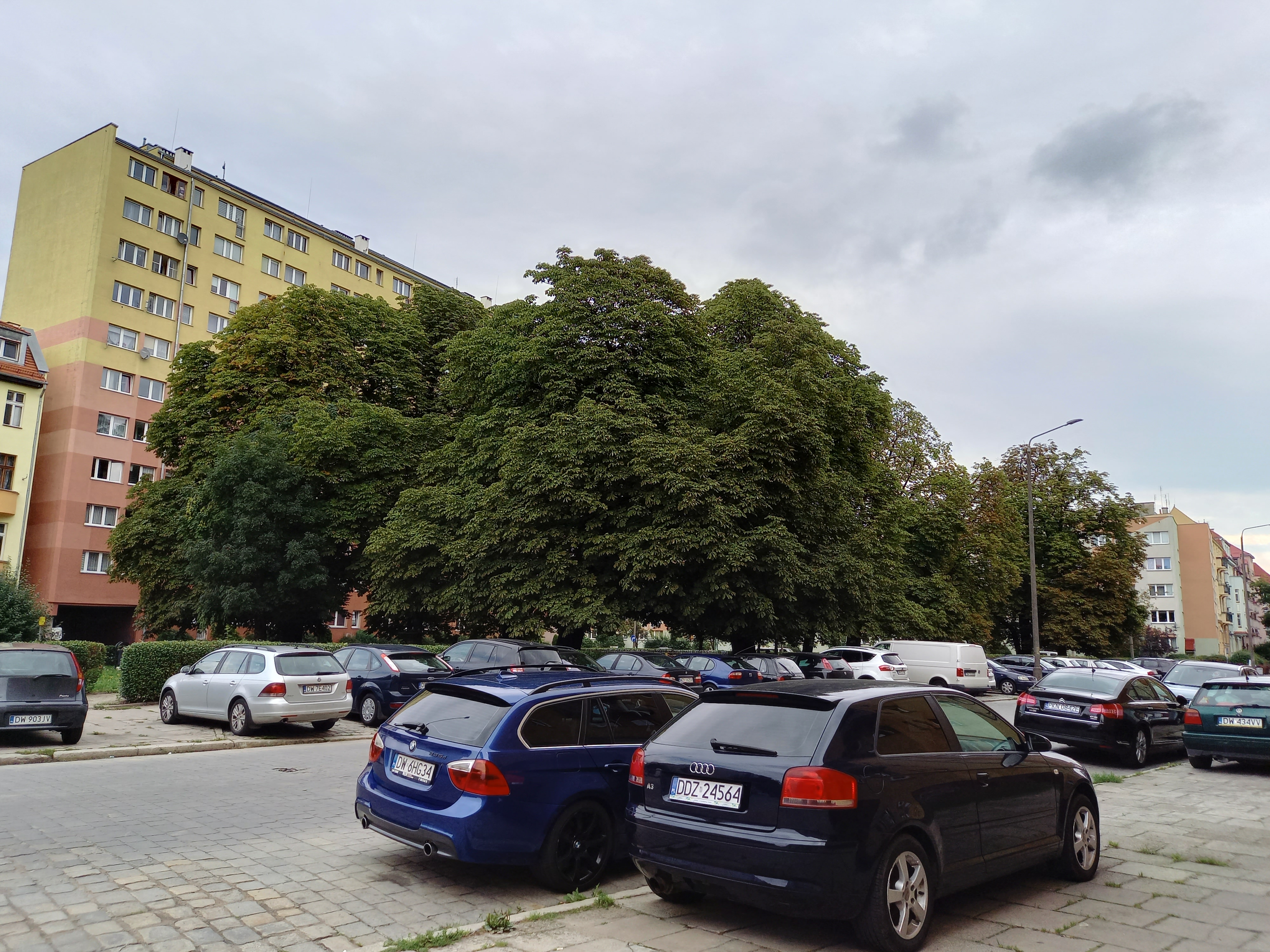
Od ul. Przestrzennej

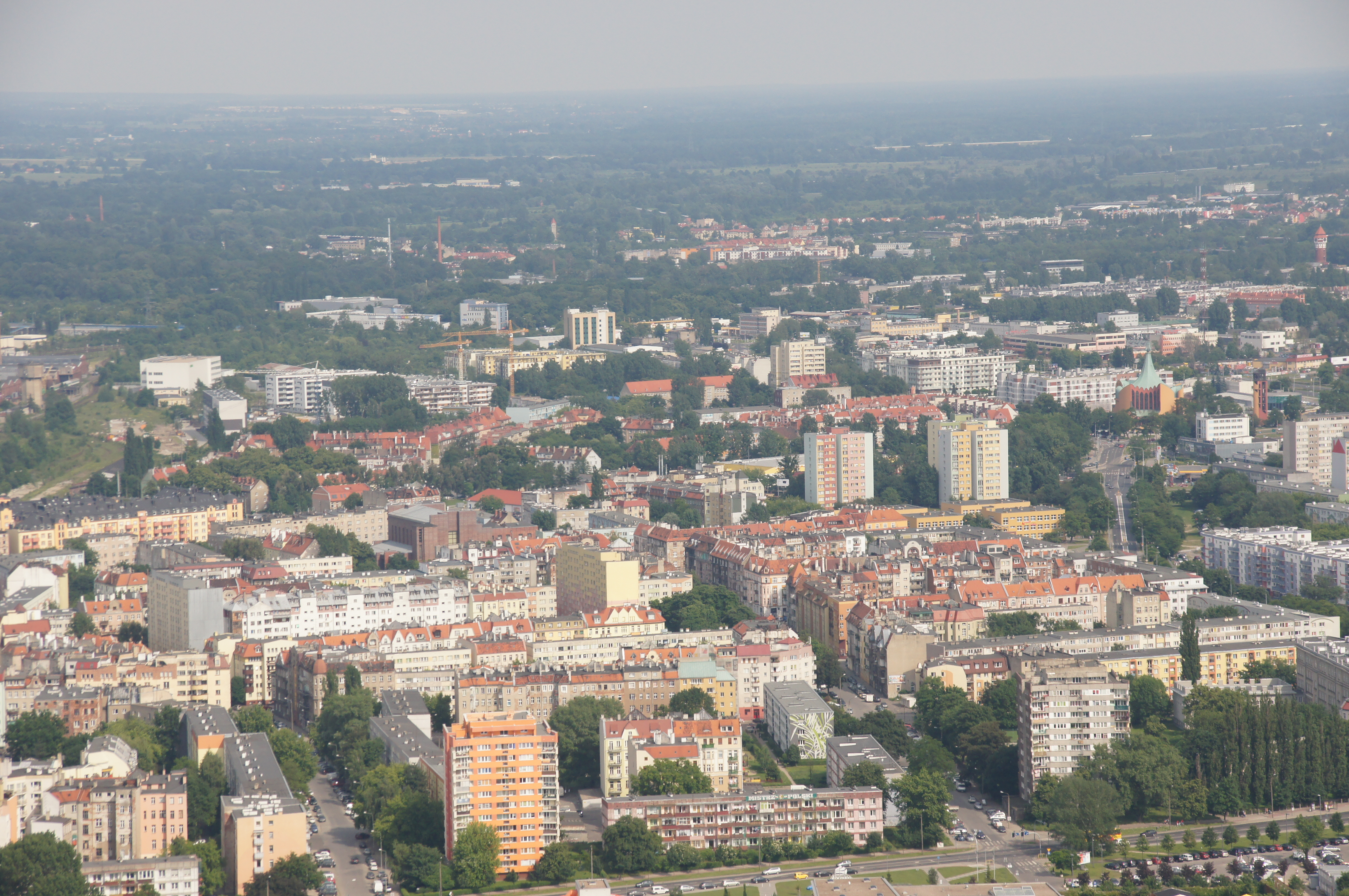
Huby, zieleniec nieco poniżej centralnej części zdjęcia na prawo od bloku

Zieleniec przy ulicy Przestrzennej – zieleniec we Wrocławiu położony na osiedlu Huby, urządzony w centralnej części dawnego, nieistniejącego placu – Goetheplatz, otoczony jezdniami przypisanymi do ulic: Przestrzennej, Tomaszowskiej i Gajowej. Współcześnie plac ten nie uzyskał odrębnej tożsamości i przypisany jest do ulicy Przestrzennej. Natomiast przed wojną był zieleńcem utworzonym w 1914 r. w ramach placu, z urządzonym skwerem otoczonym wymienionymi ulicami i pierzejową zabudową osiedla Huby, na którą w tej części składały się kamienice usytuowane w sposób ciągły wzdłuż wymienionych ulic. Część tej zabudowy przetrwała działania wojenne prowadzone podczas oblężenia Wrocławia w 1945 r., a pozostała zabudowa to powojenne budynki osiedla mieszkaniowego Huby i późniejsza zabudowa uzupełniająca. Sam zieleniec ma postać urządzonego skweru, z przedwojenną fontanną i zachowanym starodrzewem. Skwer ten podlega ochronie i ujęty został w gminnej ewidencji zabytków.

## Położenie i otoczenie
Zieleniec przy ulicy Przestrzennej położony w obrębie dawnego, nieistniejącego placu – Goetheplatz, zlokalizowany jest na osiedlu Huby, w dawnej dzielnicy Krzyki we Wrocławiu. Teren ten otoczony jest następującymi drogami:
- ulica Przestrzenna po stronie południowej[1][2][5][6]
- ulica Gajowa po stronie wschodniej[1][2][7][8]
- ulica Tomaszowska po stronie zachodniej[1][2][9][10]
- łącznik ulicy Gajowej i Tomaszowskiej (przypisany do ulicy Gajowej jako droga wewnętrzna) po stronie północnej[11][12].

Cały dawny plac za linią rozgraniczenia pasa drogowego wymienionych ulic otoczony jest zabudową osiedla Huby tworzącą w tym rejonie ciągłe pierzeje przyuliczne, na które składają się pojedyncze, zachowane kamienice, budynki mieszkalne osiedla Huby i późniejsza zabudowa mieszkalna uzupełniająca, w tym budynki plombowe. Jest to obszar zabudowy śródmiejskiej, dla której dominującą funkcją zabudowy jest funkcja mieszkalna położonych tu budynków. Dominuje zabudowa od czterech do sześciu kondygnacji. Jedynie po północnej stronie dawnego placu, za łącznikiem ulicy Gajowej i Tomaszowskiej (przypisanym do ulicy Tomaszowskiej), znajduje się blok z trzema klatkami schodowymi o adresach przypisanych do ulicy Przestrzennej, numery 32, 34 i 36, o dwunastu kondygnacjach.

## Historia
Obszar osiedla Huby na którym położony jest Zieleniec przy ulicy Przestrzennej został włączony w granice miasta w 1868 r.. Plac Goetheplatz powstał wraz z rozwojem osiedla, wytyczaniem odcinka ulicy Wielkiej (obecnie ulicy Przestrzennej) pomiędzy ulicą Borowską a Hubską, a także pozostałych ulic otaczających zieleniec i prowadzoną tu w pierwszym dwudziestoleciu XX wieku zabudową, na którą składały się kamienice czynszowe w układzie pierzejowym , tworzące zabudowę o charakterze wielkomiejskim. W rejonie osiedla Huby pod koniec II wojny światowej, podczas oblężenia Wrocławia w 1945 r., prowadzone były działania wojenne. Front dotarł do ulicy Przestrzennej (Goethego), około 25–26 marca 1945 r. Trwały tu zacięte i bezpardonowe walki niemal o pojedyncze budynki. W wyniku tych działań znaczna część zabudowy uległa zniszczeniu, choć niektórzy autorzy publikacji wskazują, że w tym rejonie miasta bardzo dużo zniszczeń było wynikiem podpaleń dokonanych przez żołnierzy Armii Radzieckiej dokonanych po zdobyciu tego obszaru. Odbudowę i nową zabudowę w tej części miasta rozpoczęto w latach 50. XX wieku i kontynuowano w latach 60. XX wieku. Część zabudowy ulicy została zachowana dzięki przywróceniu nadających się jeszcze do eksploatacji kamienic do stanu pozwalającego na ich użytkowanie. Z kolei w ramach budowy osiedla Huby, oprócz typowych bloków wolnostojących budowano także budynki w zabudowie plombowej.
Skwer w obrębie placu utworzono w 1914 r. z myślą o mieszkańcach osiedla. Okoliczna zabudowa ówcześnie składała się głównie kamienic czynszowych, co czyniło ten obszar gęsto zaludnionym. Utworzony w ten sposób teren zieleni pośród zabudowy mieszkalnej pełnił funkcje sanitarne, kompozycyjnie, komunikacyjne i wypoczynkowe. Dzięki swojemu położeniu bezpośrednio przy miejscu zamieszkania stanowił dobrą przestrzeń dla odpoczynku. Po 1921 r. na skwerze zainstalowano fontannę. Do 1992 r. w południowo-wschodnim narożniku skweru, przy skrzyżowaniu ulicy Gajowej z ulica Przestrzenna, znajdował się szalet miejski .

## Zieleń i mała architektura
Teren zieleni otoczony jest wyżej opisanymi jezdniami. Wytyczony został na planie wydłużonego na osi wschód-zachód (tj. wzdłuż ulicy Przestrzennej) prostokąta, otoczonego żywopłotem i szpalerami drzew. W ramach dostępnej przestrzeni przewidziano kompozycję składającą się z dwóch wnętrz ogrodowych. Pierwsze z nich obejmowało plac zabaw o kształcie pięcioboku, na którym ustawiono także fontannę. Ta przestrzeń położona jest w części zachodniej skweru. Drugie z nich natomiast stanowi okrągły plac z ławkami i położone jest w części południowo-wschodniej. Później kompozycja ta została zatarta i zamiast wyżej opisanego układu składa się ona z centralnego placu i zachowanym basenem fontanny. 
W drzewostanie dominują kasztanowce. Pośród nasadzeń zachowały się fragmenty rzędowych szpalerów kasztanowca pospolitego (Aesculus hippocastanum). Obwód tych drzew dochodzi do około 150 cm. Po stronie zachodniej występuje pojedynczy okaz jesionu wyniosłego (Fraxinus Excelsior), będącego gatunkiem rodzimym. Całość założenia ogrodowego otoczona została liniowym układem żywopłotów. Do jego ukształtowania wykorzystano ligustr. Ponadto współcześnie przy wejściach na skwer, celem ich podkreślenia, drzewostan uzupełniono nowymi nasadzeniami kasztanowców pospolitych.
Na skwerze zachowała się stara, czynna fontanna. Umieszczona jest na szerokim, dwustopniowym cokole mającym kształt wielokąta. Ma ona formę misy w kształcie odwróconego stożka, z której woda spływa w dół. Misa wykonana jest z granitu. Podparta jest na niewysokiej kolumnie. Spływająca w dół woda trafia do zbiornika umieszczonego na wspomnianym wyżej cokole. Jest to duży okrągły zbiornik pośrodku którego umieszczona jest opisana kolumnie podtrzymująca misę.
Powierzchnia skweru wynosi 2 890 m2. Skwer stanowi miejsce odpoczynku dla okolicznych mieszkańców.

## Ochrona
W ramach gminnej ewidencji zabytków ochronie podlega cały historyczny układ urbanistyczny Huby i Glinianki we Wrocławiu, jako założenie przestrzenne pochodzące z lat 60. XIX i XX wieku, kształtowane do 1945 r. (rodzaj ochrony: inny). Stan zachowania tego układu ocenia się na dobry.
Ochronie podlega również sam opisywany skwer miejski położony między ulicą Gajową a ulicą Tomaszowską (działka nr 11, AM-28, obręb Południe), założony na początku XX wieku (w 1914 r., ujęty w gminnej ewidencji zabytków, rodzaj ochrony: inny).
Następujące budynki podlegające ochronie współtworzą pierzeje otaczające obszar dawnego placu:
| Obiekt, położenie                                                                           | Powstanie, rodzaj ochrony                                                                                   | Fotografia |
| ------------------------------------------------------------------------------------------- | --- | ---------- |
| strona południowa                                                                           | |            |
| Kamienica ulica Tomaszowska 19                                                              | 1908 r. rodzaj ochrony: inny                                                                                |            |
| Kamienica, obecnie budynek mieszkalny z częściowo usługowym przyziemiem ulica Gajowa 47-47a | 1908 r., projekt P. Scholz (1908-1909) rodzaj ochrony: rejestr zabytków, pod nr A/5998 z dnia 16.03.2016 r. |            |
| Kamienica, obecnie budynek mieszkalny z usługowym przyziemiem ulica Gajowa 70               | około 1910 r. rodzaj ochrony: inny                                                                          |            |
| strona północna                                                                             | |            |
| Kamienica ulica Tomaszowska 14                                                              | około 1910 r. rodzaj ochrony: inny                                                                          |            |